# Ilvesheim

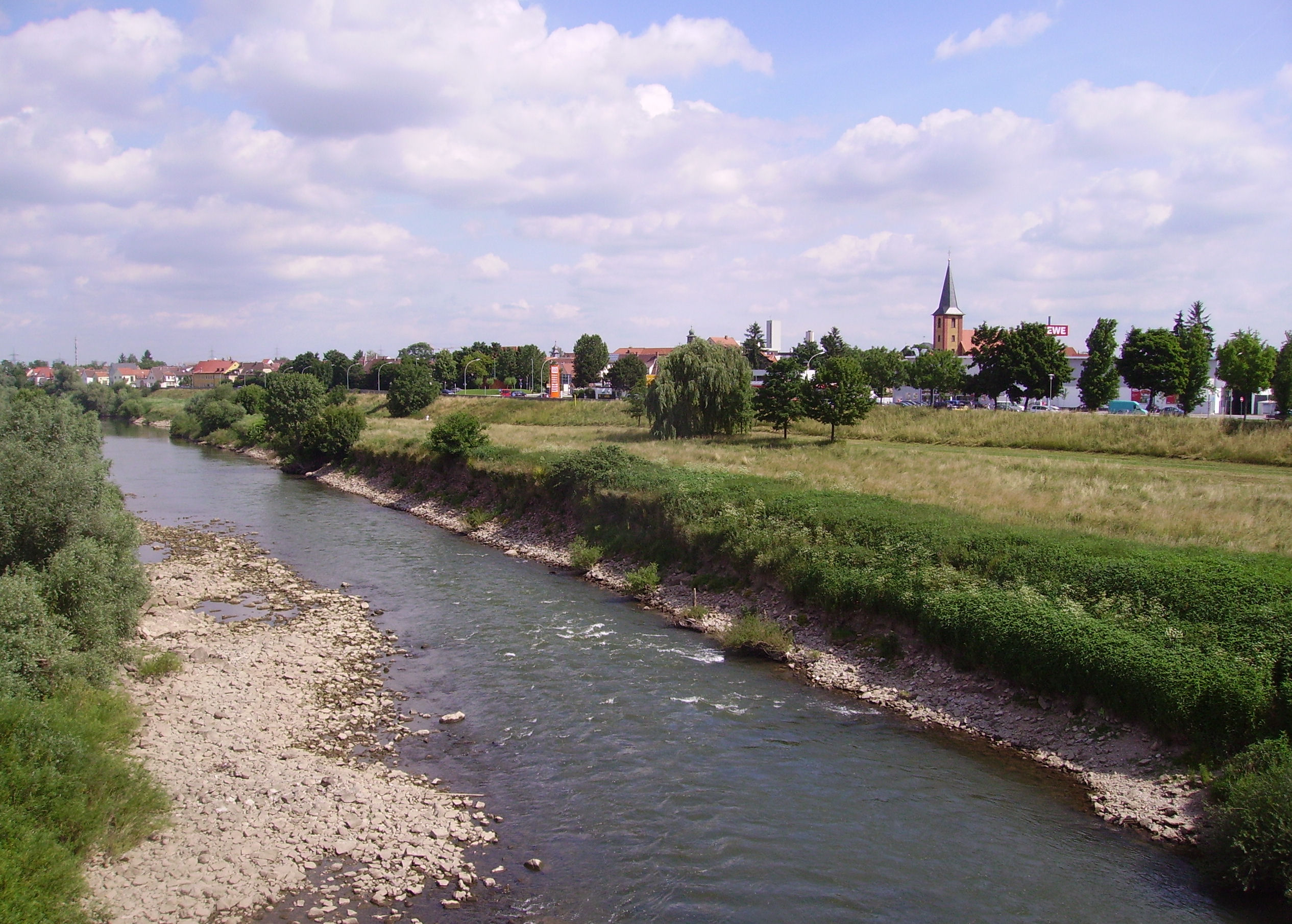
Ortsansicht von Süden, vorne der Neckar

Ilvesheim (kurpfälzisch: Ilvese ['ilvəsə]) ist eine Gemeinde im Rhein-Neckar-Kreis in Baden-Württemberg mit etwa 9200 Einwohnern. Sie ist ein Teil der Metropolregion Rhein-Neckar, eines Ballungsraums mit 2,4 Millionen Einwohnern.
Das im Jahr 766 erstmals urkundlich erwähnte Ilvesheim gehörte jahrhundertelang zur Kurpfalz. Im 20. Jahrhundert entwickelte sich der Ort am Neckar zu einer Wohngemeinde, deren Einwohner zum Großteil in der benachbarten Großstadt Mannheim arbeiten.
Im Ilvesheimer Schloss befindet sich mit der staatlichen Schule für Blinde und Sehbehinderte mit Internat die einzige derartige Einrichtung in Baden-Württemberg.

## Geographie

### Lage und Naturraum
Ilvesheim liegt nördlich einer großen, recht naturbelassenen Schleife des Neckars im Oberrheingraben. Der größte Teil der Bebauung liegt auf einer Insel, die in den 1920ern entstand, als – einem Durchstich ähnlich – im Norden der Neckarkanal gebaut wurde. In der Folge verwilderte die nicht mehr befahrene Neckarschleife und wurde 1987 als Landschafts- und Naturschutzgebiet ausgewiesen.
Die Gemarkung erstreckt sich über 589 Hektar. Davon sind 35,8 Prozent Siedlungs- und Verkehrsfläche, 6,8 Prozent sind Wasserflächen und 55 Prozent werden landwirtschaftlich genutzt. Mit 102 m über NN ist auf dem Atzelbuckel der höchste Punkt der Gemeinde.
Der Nordrand des Gemeindegebiets liegt auf dem Neckarschwemmkegel, ansonsten herrschen Aueböden vor. Beide bieten zumeist hohe Ackerzahlen und ermöglichen eine ertragreiche Landwirtschaft.

### Nachbargemeinden
Im Süden, Westen und Norden grenzt Ilvesheim direkt an Mannheim. Im Nordosten und Osten schließen sich Heddesheim, Ladenburg und Edingen-Neckarhausen an. Neben Mannheim sind mit Ludwigshafen am Rhein 12 Kilometer westlich und Heidelberg 13 Kilometer südöstlich zwei weitere Großstädte nicht weit entfernt.

### Gemeindegliederung
Zur Gemeinde Ilvesheim gehören die Häuser Atzelbuckel, Beim Schießstand, Flurscheid und Weingärten.
Außerdem besitzt Ilvesheim den kleinen Naturbereich Neckarplatten, der sich im Südosten auf der gegenüberliegenden Seite des Altneckars zwischen den beiden Gemeinden Seckenheim und Neckarhausen befindet. Dieser ist Teil des Landschaftsschutzgebiets 2.26.025 „Unterer Neckar: Südöstlich der Ilvesheimer Schlinge“.

### Klima
Das Klima wird zu 65 Prozent durch die Zufuhr von maritimen Luftmassen bestimmt, weswegen auch Winde aus den westlichen Richtungen vorherrschen. Begünstigt durch die geschützte Lage in der Oberrheinischen Tiefebene zwischen Haardt im Westen und Odenwald im Osten sind die Temperaturen sehr mild. Die nächstgelegene Klimastation in Mannheim maß zwischen 1971 und 2000 eine Durchschnittstemperatur von 10,5 °C und eine Niederschlagsmenge von 668 mm pro Jahr. Der wärmste Monat ist der Juli mit durchschnittlich 19,9 °C, der kälteste der Januar mit 1,8 °C. Temperaturen über 30 °C sind im Hochsommer keine Seltenheit. Die meisten Niederschläge fallen im Juli und der trockenste Monat ist der Februar.
| Monatliche Durchschnittstemperaturen und -niederschläge für Mannheim 1971–2000 \| \| Jan \| Feb \| Mär \| Apr \| Mai \| Jun \| Jul \| Aug \| Sep \| Okt \| Nov \| Dez \| \| \| \| Temperatur (°C) \| 1,8 \| 2,7 \| 6,6 \| 10,0 \| 14,8 \| 17,6 \| 19,9 \| 19,5 \| 15,4 \| 10,2 \| 5,2 \| 2,9 \| Ø \| 10,5 \| \| Niederschlag (mm) \| 40 \| 38 \| 46 \| 48 \| 73 \| 74 \| 83 \| 49 \| 56 \| 54 \| 55 \| 53 \| Σ \| 668 \| |     |     |     |      |      |      |      |      |      |      |     |     |   |      |
| | Jan | Feb | Mär | Apr  | Mai  | Jun  | Jul  | Aug  | Sep  | Okt  | Nov | Dez |   |      |
| Temperatur (°C) | 1,8 | 2,7 | 6,6 | 10,0 | 14,8 | 17,6 | 19,9 | 19,5 | 15,4 | 10,2 | 5,2 | 2,9 | Ø | 10,5 |
| Niederschlag (mm) | 40  | 38  | 46  | 48   | 73   | 74   | 83   | 49   | 56   | 54   | 55  | 53  | Σ | 668  |

## Geschichte

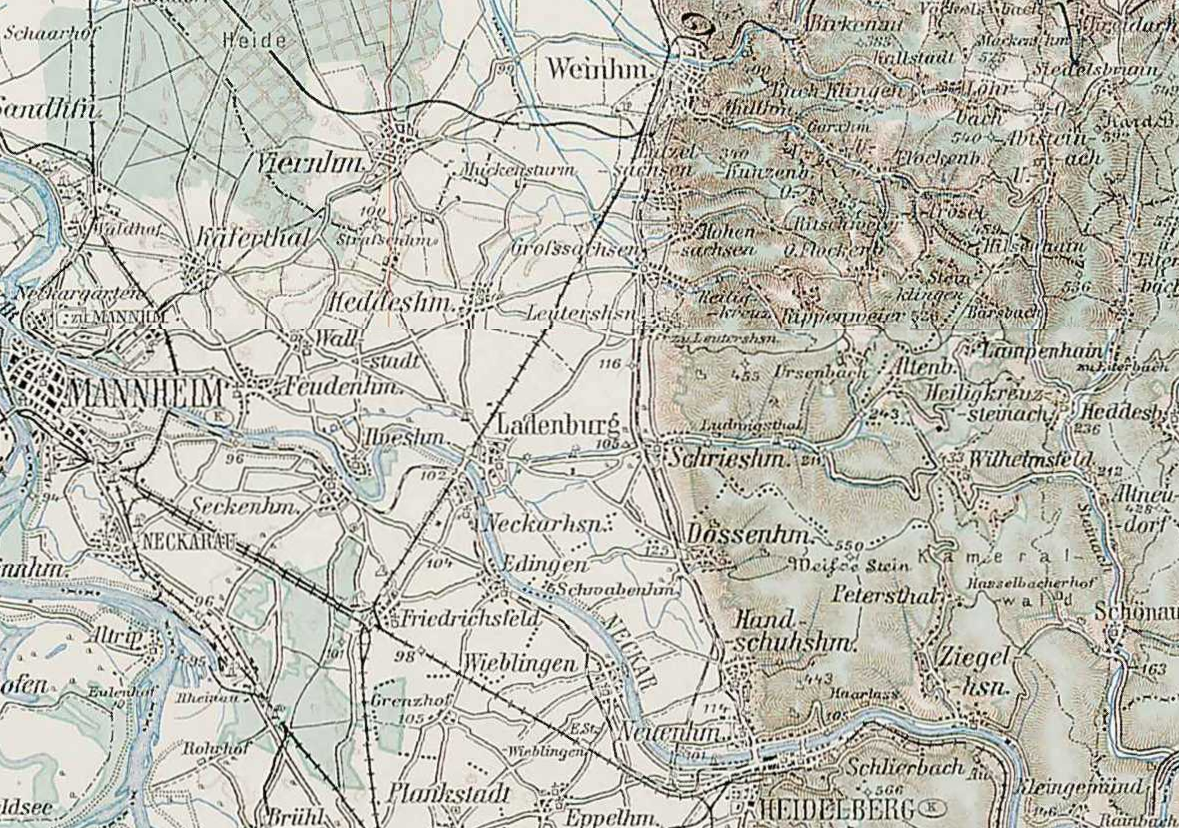
Ilvesheim und Umgebung 1907

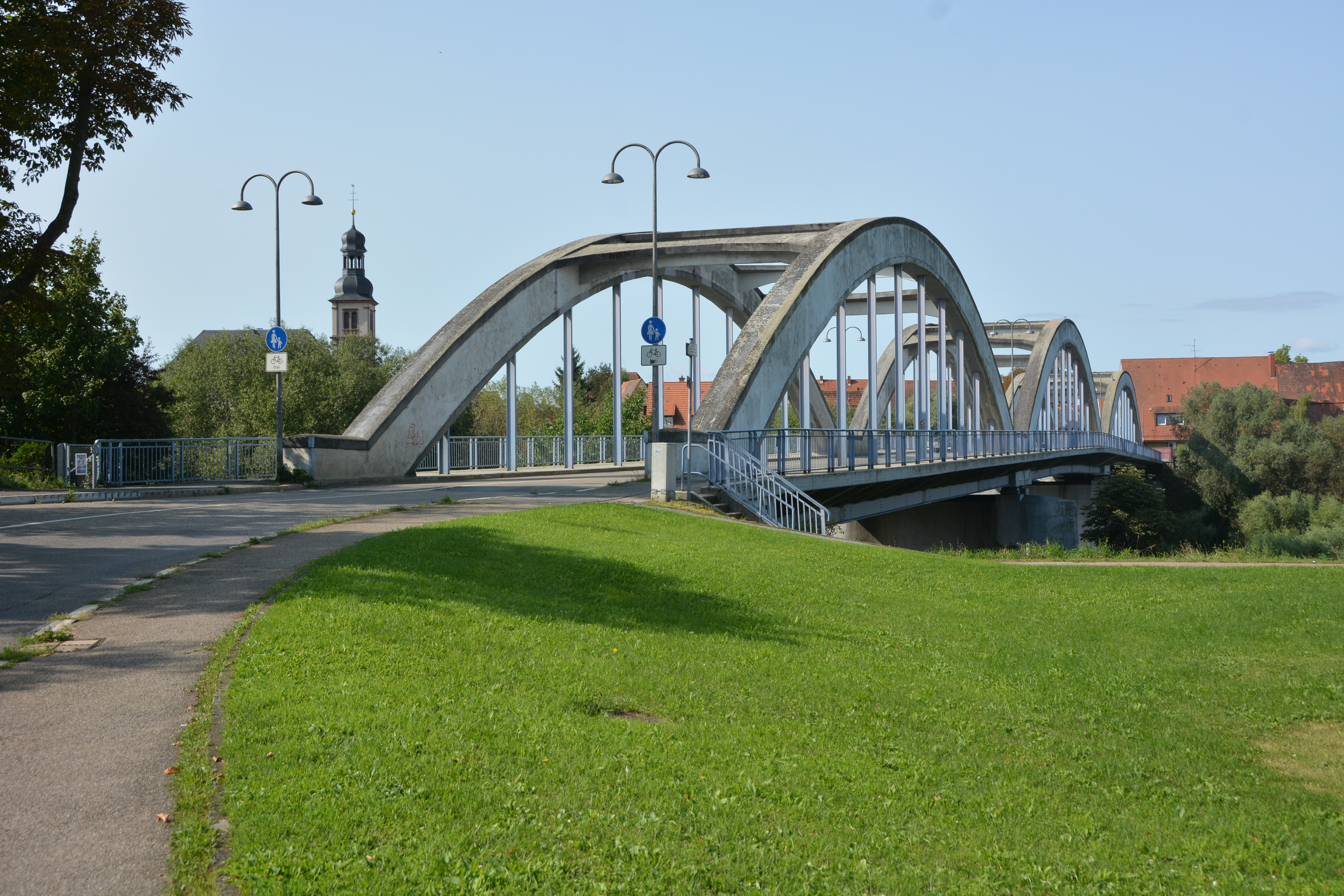
Neckarbrücke zwischen Ilvesheim und Mannheim-Seckenheim

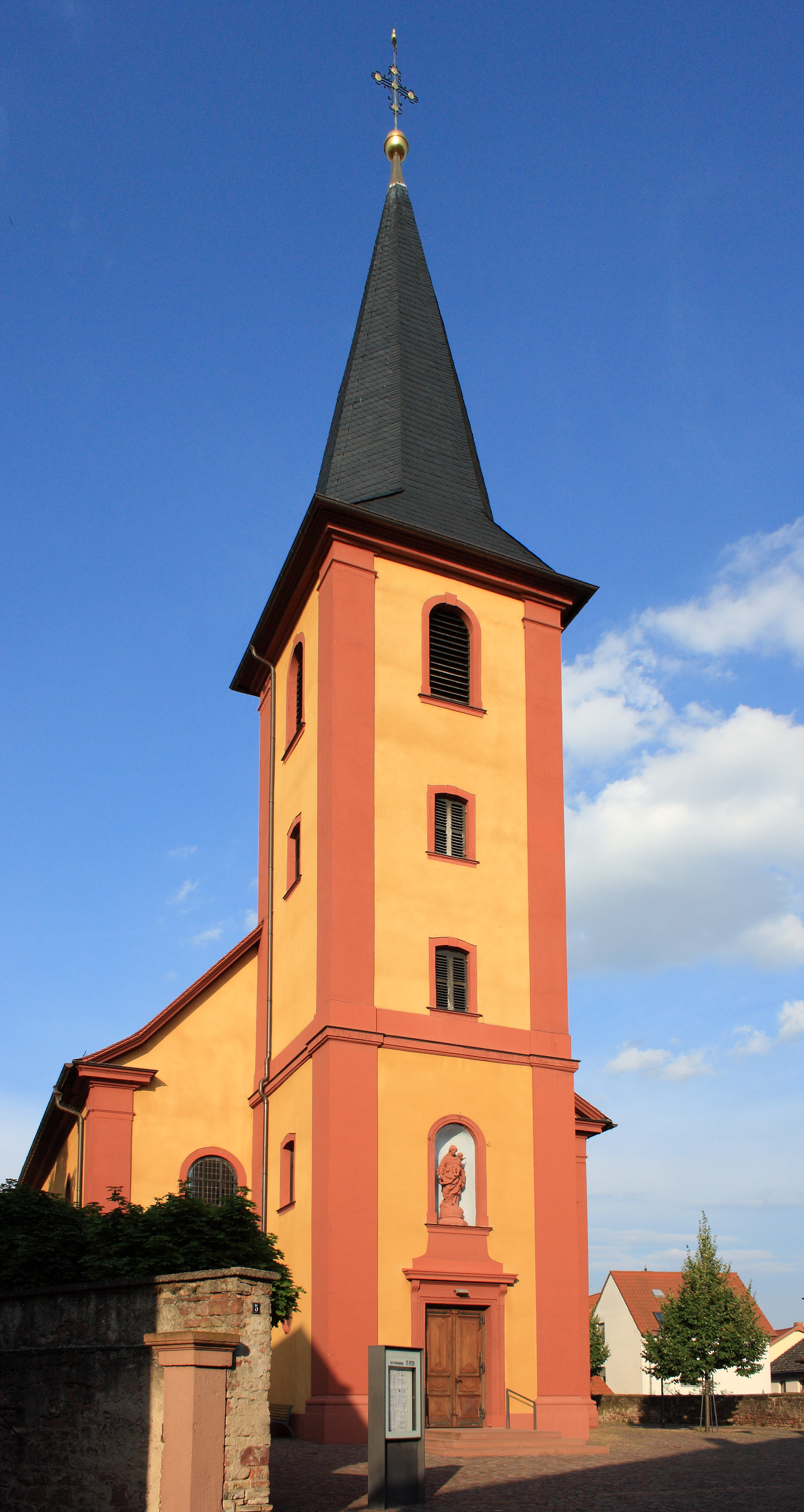
Die katholische St.-Peter-Kirche

### Bis zum 19. Jahrhundert
Ilvesheim wurde erstmals am 14. März 766 in einer Schenkungsurkunde an das Kloster Lorsch als Dorf „Ulvinisheim“ erwähnt. In der Folgezeit ist Ilvesheim in zahlreichen weiteren Schenkungen genannt. Die Endung -heim deutet auf eine Gründung während der fränkischen Landnahme hin. Es ist nicht geklärt, ob der heutige Ortsname sich von einem damaligen hier ansässigen Bürger „Ulvinius“ ableitet oder vom damals bei Ilvesheim in den Neckar mündenden Kanzelbach, der auch „Ilbe“ genannt wurde.
Über Kaiser Barbarossa gelangte der Lorscher Besitz um 1155 an seinen Halbbruder Pfalzgraf Konrad. Seit Ende des 13. Jahrhunderts gehörte Ilvesheim unbestritten zur Kurpfalz und war Teil der Schriesheimer Zent. Die Ortsherrschaft übten als Lehen die Herren von Strahlenberg aus. Ihnen folgten zur Mitte des 14. Jahrhunderts die Junker von Erligheim, von 1550 bis 1645 die Landschad von Steinach und um 1700 die Freiherren von Hundheim.
Im Pfälzischen Erbfolgekrieg wurde das Dorf 1689 schwer verwüstet. Mit der Auflösung der Kurpfalz 1803 gelangte Ilvesheim zu Baden und gehörte zum Bezirksamt Ladenburg, ab 1863 zum Bezirksamt Mannheim bzw. später zum Landkreis Mannheim.
Politisch waren seit der Reichsgründung 1871 die Nationalliberalen die stärkste Strömung im Ort. Um 1890 wurden sie von SPD und Zentrum abgelöst, die auch während der Weimarer Republik die bevorzugten Parteien blieben.

### 20. Jahrhundert
Bei der Reichstagswahl 1933 erhielten das Zentrum, die NSDAP und die KPD jeweils über 24 Prozent der Stimmen.
In der Zeit des Nationalsozialismus beteiligten sich auch Ilvesheimer Einwohner aus der Arbeiterschaft im Widerstand. Zu den Mitgliedern der Lechleiter-Gruppe, die die antifaschistische Zeitschrift Der Vorbote herausgab, gehörte Hans Kupka, zu dessen Ehrung eine Siedlung des Ortes nach der Befreiung ihren Namen erhielt.
Bei den Gebietsreformen in den 1970ern gab es Diskussionen um eine Eingemeindung nach Mannheim. Ilvesheim konnte aber seine Selbständigkeit bewahren und ist seit 1973 ein Teil des neu gebildeten Rhein-Neckar-Kreises.
In der Vergangenheit lebten die Einwohner Ilvesheims vor allem vom Fischfang, eine Tradition, an die beim alljährlichen Fischerfest, das jeweils am ersten Juniwochenende stattfindet, erinnert wird.

### Einwohnerentwicklung
Im 18. Jahrhundert hatte Ilvesheim eine typische Größe für einen Landort in der Region. Bis etwa 1850 gab es dann ein starkes Wachstum. Nach dem Zweiten Weltkrieg nahm der Ort mehr als 500 Heimatvertriebene auf. Zwischen 1871 und 1961 zählte Ilvesheim zu den fünf Gemeinden im Landkreis Mannheim mit der größten Zuwachsrate. 1973 wurde mit 8196 Einwohnern ein Höchststand erreicht. Anschließend setzte eine allmähliche Abnahme bis auf 6862 Einwohner im Jahr 1997 ein. Seitdem wächst die Gemeinde wieder, was durch die Ausweisung von Neubaugebieten, wie Mahrgrund II und Ilvesheim-Nord, befördert wurde.
| Jahr      | 1577 | 1777 | 1818 | 1852 | 1905 | 1939 | 1950 | 1961 | 1967 | 1970 | 1973 | 1987 | 1991 | 1995 | 2005 | 2010 | 2015 | 2020 |
| --------- | ---- | ---- | ---- | ---- | ---- | ---- | ---- | ---- | ---- | ---- | ---- | ---- | ---- | ---- | ---- | ---- | ---- | ---- |
| Einwohner | 330  | 763  | 995  | 1414 | 1833 | 3195 | 4296 | 6286 | 6968 | 7509 | 8196 | 7016 | 7313 | 7024 | 7613 | 8471 | 9100 | 9311 |

## Religionen
Eine Kirche in Ilvesheim gab es wahrscheinlich schon im Jahr 951. Im Lorscher Codex wird der Kirchhof im Dorf Ulvenesheim erwähnt. Der Ort gehörte zum Bistum Worms und das St. Cyriakusstift Worms-Neuhausen besaß das Patronatsrecht über das Gotteshaus.
Die Landschad führten nach 1550 die Reformation mit lutherischem Gottesdienst ein. Gegen den Willen der Landschad setzte die Pfalz 1575 einen reformierten Pfarrer ein. 1632 verwüsteten schwedische Truppen die Ilvesheimer Kirche und nach dem Dreißigjährigen Krieg wurde Ilvesheim mit Seckenheim biniert. Die Reformierten bauten die Kirche wieder auf, doch bereits 1689 brannten die Franzosen sie bis auf den Chor und den Turm nieder.
Bei der Pfälzischen Kirchenteilung wurde die Kirche den Katholiken zugesprochen, doch es dauerte noch bis 1747, bis die Ilvesheimer Pfarrei wieder errichtet wurde. Die Reformierten hielten ihren Gottesdienst in einer Scheune ab, ehe 1803 die neue Kirche fertiggestellt werden konnte. 1872 erhielt Ilvesheim eine selbständige evangelische Pfarrei.
1807 waren 47 Prozent der Ilvesheimer Katholiken, 25 Prozent Reformierte und je 14 Prozent Lutheraner und Juden. 1948 waren 50 Prozent evangelisch und 46 Prozent katholisch. Die evangelische Kirchengemeinde Ilvesheim gehört heute zum Kirchenbezirk Neckar-Bergstraße der Evangelischen Landeskirche in Baden und die katholische Pfarrgemeinde St. Peter zum Stadtdekanat Mannheim des Erzbistums Freiburg.
Seit Beginn des 18. Jahrhunderts gab es Juden in Ilvesheim. 1852 hatte die Gemeinde mit 194 Mitgliedern ihren Höchststand erreicht. Anschließend setzte eine Abwanderung in die Städte ein, insbesondere nach Mannheim, so dass 1925 nur noch 23 Juden im Ort lebten. 10 von ihnen fielen den nationalsozialistischen Verfolgungen zum Opfer und die seit 1810 bestehende Synagoge wurde in der sogenannten Reichspogromnacht 1938 verwüstet.

## Politik

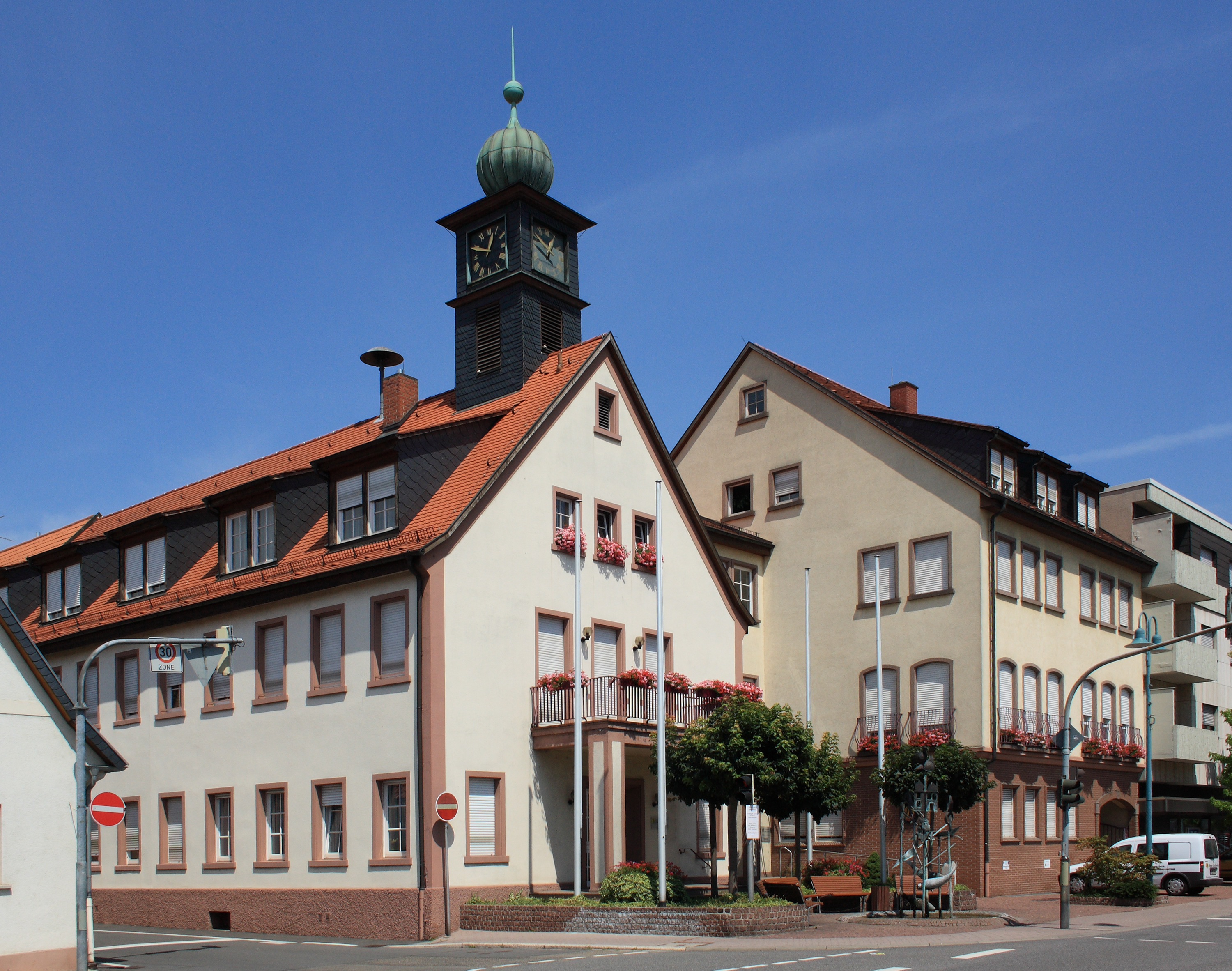
Das Rathaus von Ilvesheim

### Gemeinderat
Der Gemeinderat in Ilvesheim besteht aus den 18 gewählten ehrenamtlichen Gemeinderäten und dem Bürgermeister als Vorsitzendem. Der Bürgermeister ist im Gemeinderat stimmberechtigt.
Die Kommunalwahl am 9. Juni 2024 führte zu folgendem Ergebnis:
| Parteien und Wählergemeinschaften | Parteien und Wählergemeinschaften           | % 2024  | Sitze 2024 | % 2019 | Sitze 2019 | Kommunalwahl 2024 %403020100 33,02 %26,65 %23,55 %16,78 % FWCDUSPDGrüneGewinne und Verlusteim Vergleich zu 2019 %p 6 4 2 0 −2 −4 −6 −8−10+0,52 %p+4,15 %p+4,05 %p−8,72 %pFWCDUSPDGrüne |
| FWV                               | Freie Wählervereinigung                     | 33,02   | 6          | 32,5   | 6          | Kommunalwahl 2024 %403020100 33,02 %26,65 %23,55 %16,78 % FWCDUSPDGrüneGewinne und Verlusteim Vergleich zu 2019 %p 6 4 2 0 −2 −4 −6 −8−10+0,52 %p+4,15 %p+4,05 %p−8,72 %pFWCDUSPDGrüne |
| CDU                               | Christlich Demokratische Union Deutschlands | 26,65   | 5          | 22,5   | 4          | Kommunalwahl 2024 %403020100 33,02 %26,65 %23,55 %16,78 % FWCDUSPDGrüneGewinne und Verlusteim Vergleich zu 2019 %p 6 4 2 0 −2 −4 −6 −8−10+0,52 %p+4,15 %p+4,05 %p−8,72 %pFWCDUSPDGrüne |
| SPD                               | Sozialdemokratische Partei Deutschlands     | 23,55   | 4          | 19,5   | 3          | Kommunalwahl 2024 %403020100 33,02 %26,65 %23,55 %16,78 % FWCDUSPDGrüneGewinne und Verlusteim Vergleich zu 2019 %p 6 4 2 0 −2 −4 −6 −8−10+0,52 %p+4,15 %p+4,05 %p−8,72 %pFWCDUSPDGrüne |
| Grüne                             | Bündnis 90/Die Grünen                       | 16,78   | 3          | 25,5   | 5          | Kommunalwahl 2024 %403020100 33,02 %26,65 %23,55 %16,78 % FWCDUSPDGrüneGewinne und Verlusteim Vergleich zu 2019 %p 6 4 2 0 −2 −4 −6 −8−10+0,52 %p+4,15 %p+4,05 %p−8,72 %pFWCDUSPDGrüne |
| gesamt                            | gesamt                                      | 100,0   | 18         | 100,0  | 18         | Kommunalwahl 2024 %403020100 33,02 %26,65 %23,55 %16,78 % FWCDUSPDGrüneGewinne und Verlusteim Vergleich zu 2019 %p 6 4 2 0 −2 −4 −6 −8−10+0,52 %p+4,15 %p+4,05 %p−8,72 %pFWCDUSPDGrüne |
| Wahlbeteiligung                   | Wahlbeteiligung                             | 66,70 % | 66,70 %    | 65,0 % | 65,0 %     | Kommunalwahl 2024 %403020100 33,02 %26,65 %23,55 %16,78 % FWCDUSPDGrüneGewinne und Verlusteim Vergleich zu 2019 %p 6 4 2 0 −2 −4 −6 −8−10+0,52 %p+4,15 %p+4,05 %p−8,72 %pFWCDUSPDGrüne |

### Bürgermeister
Der Bürgermeister wird in direkter Wahl für jeweils acht Jahre gewählt. Seit dem 1. August 2023 ist Thorsten Walther (SPD) Bürgermeister von Ilvesheim. Bei der Bürgermeisterwahl am 21. Mai 2023 setzte er sich mit 55,9 Prozent der Stimmen gegen Amtsinhaber Metz durch.
- 1963–1991: Otto Trapp
- 1991–2007: Roland Esche (parteilos)
- 2007–2023: Andreas Metz (parteilos)
- seit 2023: Thorsten Walther (SPD)

### Wappen
Die Blasonierung des Wappens lautet: In von Gold (Gelb) und Schwarz gespaltenem Schild mit rotem Schildfuß vorn eine schwarze Harfe, hinten ein rot bewehrter, rot bezungter und rot gekrönter goldener (gelber) Löwe, im Schildfuß ein liegender goldener (gelber) Maueranker.
Es geht zurück auf ein Siegel von 1552 und wurde 1908 von Ilvesheim auf Vorschlag des badischen Generallandesarchivs angenommen. Der Pfälzer Löwe erinnert an die lange Zugehörigkeit zur Kurpfalz und die Harfe entstammt dem Wappen der Landschad von Steinach, die die Ortsherrschaft innehatten. Der Maueranker ist das Fleckenzeichen der Gemeinde, der vor 1908 manchmal auch als einfacher Doppelhaken dargestellt wurde.

### Partnerschaften
Ilvesheim pflegt seit 1994 mit Chécy bei Orléans in Frankreich eine Partnerschaft.

### Nachbarschaftsverband
Ilvesheim gehört zum Nachbarschaftsverband Heidelberg-Mannheim, dessen Aufgabe es ist, den regionalen Flächennutzungsplan zu erstellen.

## Kultur und Sehenswürdigkeiten

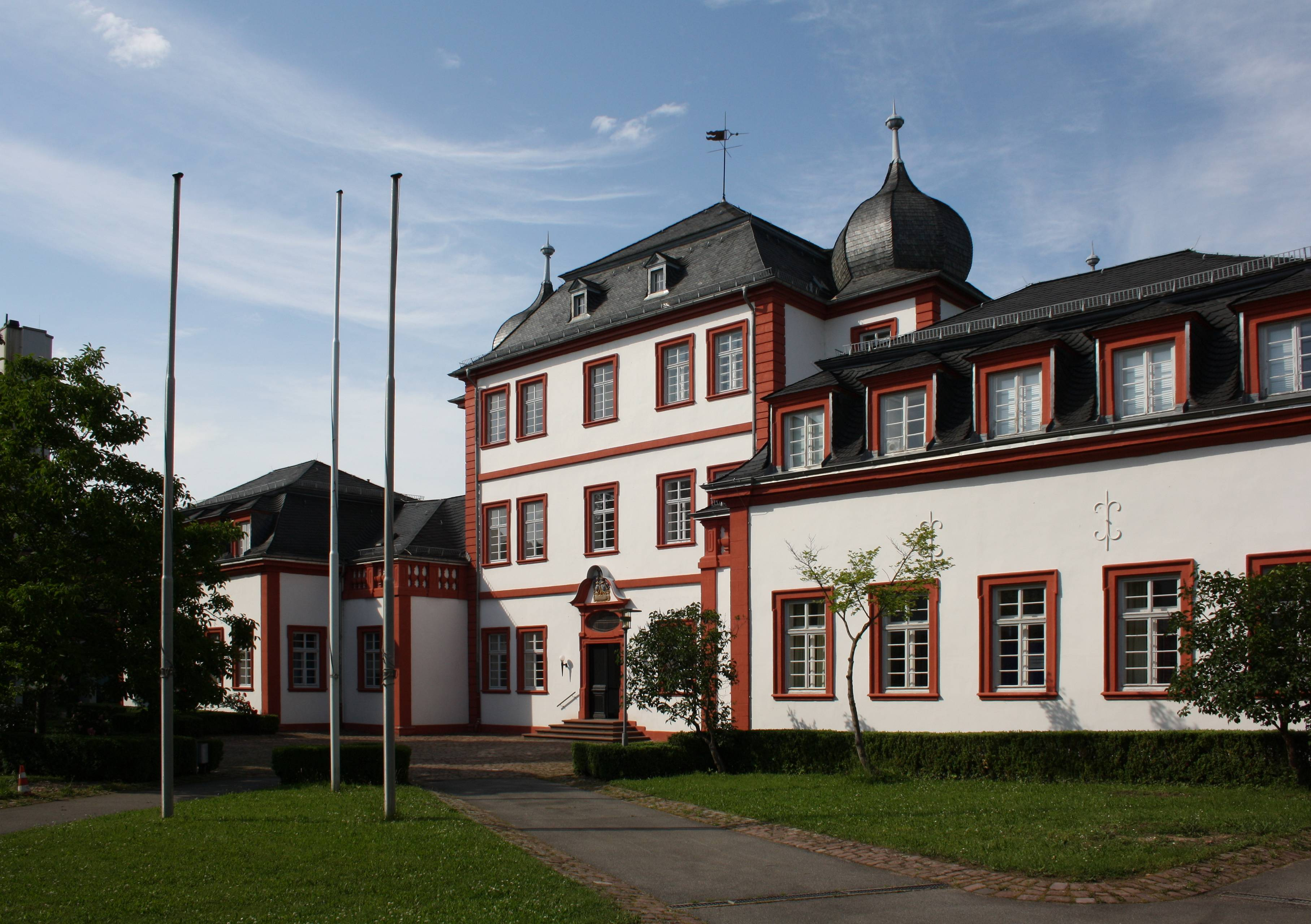
Das Ilvesheimer Schloss

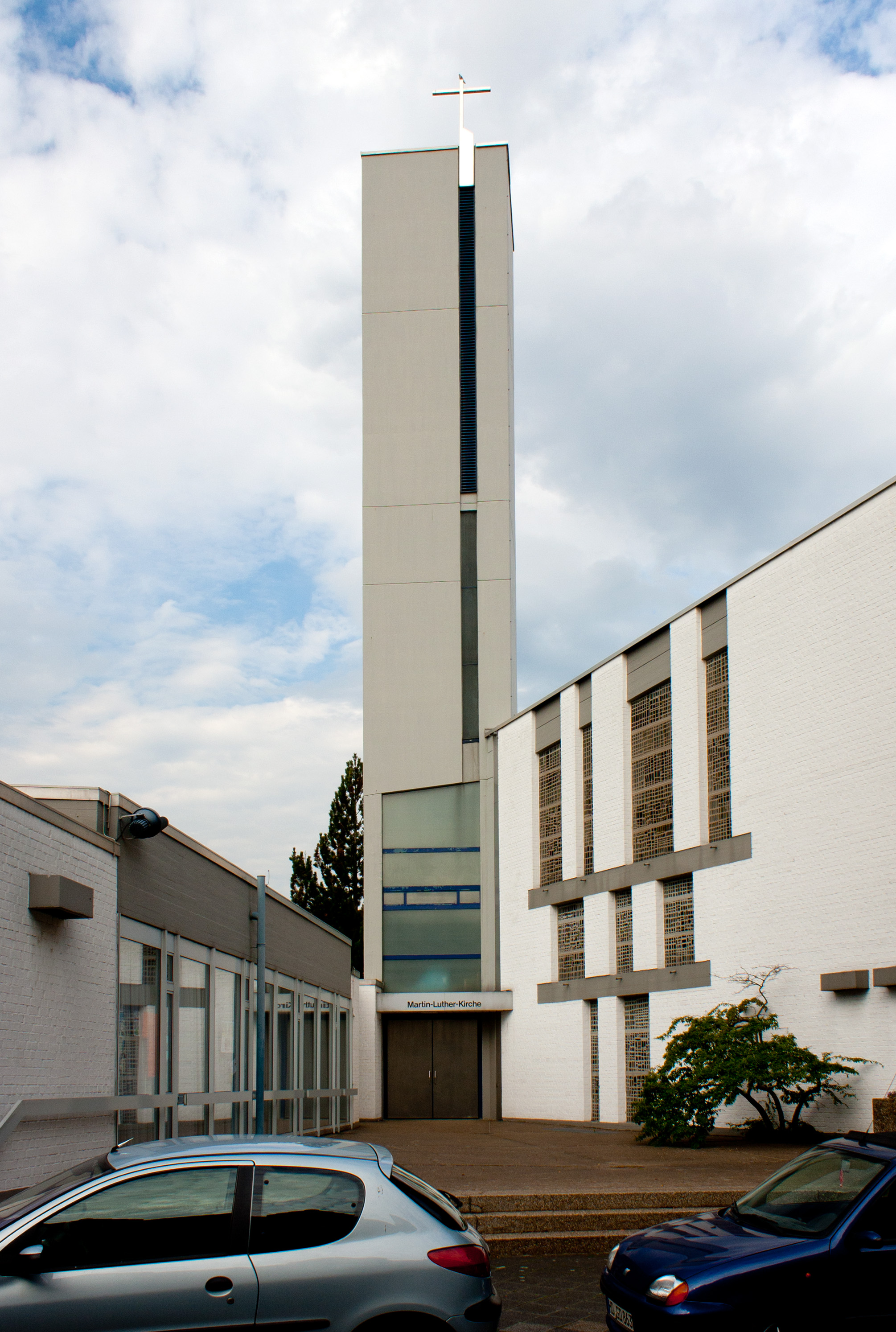
Die evangelische Martin-Luther-Kirche

Ilvesheim liegt am Neckartal-Radweg und der Bertha Benz Memorial Route, die beide an vielen Sehenswürdigkeiten vorbeiführen.

### Bauwerke
Bekannt ist das Ilvesheimer Schloss, das eindrucksvollste und zugleich älteste Gebäude des Ortes. Es wurde 1700 von Lothar Friedrich von Hundheim dort errichtet, wo bereits die Erlenburg stand, die im Pfälzischen Erbfolgekrieg 1689 zerstört worden war. Der Zentralbau ist drei Stockwerke hoch und hat vier Ecktürme mit Zwiebelhauben. Im 18. Jahrhundert wurden seitlich einstöckige Flügel angebaut, die als Orangerie und Küche genutzt wurden. 1855 starben die von Hundheim aus und das Schloss fiel an den badischen Staat, der 1868 eine staatliche Blindenschule unterbrachte. Für sie wurde 1904 ein weiterer Flügel im Westen angebaut.
Das Langhaus der katholischen St.-Peter-Kirche wurde 1790 fertiggestellt. Es hat vier Fensterachsen und einen 5/12-Chorschluss. Der zunächst noch vorhandene Turm der alten Kirche stürzte 1795 ein und wurde 1817 durch einen 49 Meter hohen Neubau ersetzt. Der barocke Hauptaltar von 1770 stammt aus einer Dominikanerkirche in Heidelberg. Das Taufbecken aus rotem Sandstein und die hölzerne Kanzel sind von 1724/25.
Die evangelische Martin-Luther-Kirche mit dem Gemeindesaal wurde 1964 von Helmut Striffler errichtet. Die Gebäude, mit dem quadratischen Betonturm als Bindeglied, umrahmen einen kleinen Platz.
Die alte evangelische Kirche stammt von 1803. Der einfache Saalbau hat vier Fensterachsen und einen sechsseitigen Dachreiter mit Zwiebelhaube. Seit 1983 wird das Gebäude von der Gemeindebibliothek genutzt.

### Freizeit
Ilvesheim verfügte über ein Hallenbad und ein Freibad. Das Freibad wurde 1951 eröffnet. Im März 2018 wurde bekannt, dass das Freibad aufgrund erheblicher Mängel nicht mehr geöffnet werden kann. Im Juni 2020 wurde das alte Freibad abgerissen.
Das Hallenbad wurde am 1. Mai 2022 aufgrund statischer Probleme dauerhaft geschlossen.
Im September 2016 wurde in Ilvesheim eine von deutschlandweit 19 alla hopp!-Anlagen eröffnet. Auf 11.000 m² bietet die Anlage Bewegungs-, Sport- und Spielaktivitäten für jedes Alter.

### Veranstaltungen
Über die Landesgrenzen hinaus hat der internationale Ilvesheimer Insel-Cup (früher: Heinrich-Vetter-Pokal) einen Ruf im europäischen A-Jugend-Fußball. Viele spätere internationale Stars wie Franz Beckenbauer und Sepp Maier ernteten hier erste Lorbeeren. Die Ilvesheimer A-Jugend nimmt an diesem Turnier oft sehr erfolglos teil. 1974 und 1985 stand die Elf allerdings im Endspiel, welches aber gegen den SV Waldhof Mannheim (1974) und die Stuttgarter Kickers (1985) verloren wurde.
Die Ilvesheimer Kerwe (Inselkerwe) wird am vierten Wochenende im August gefeiert. Sie ist ein Straßenfest auf der kompletten Schloßstraße, veranstaltet durch viele Ilvesheimer Vereine.
Am jeweils ersten Juni-Wochenende wird das Insel-Fischerfest des Angelsportvereins 1928 Ilvesheim gefeiert.

## Wirtschaft und Infrastruktur

### Verkehr
Ilvesheim ist mit Buslinien an Mannheim und Ladenburg angebunden. Es gelten die Tarife des Verkehrsverbunds Rhein-Neckar.
Im Westen verläuft die Bundesautobahn 6 und südlich die Bundesautobahn 656.

### Medien
Über das lokale Geschehen berichtet die Tageszeitung Mannheimer Morgen. Das Mitteilungsblatt der Gemeinde erscheint wöchentlich.

### Behörden und Einrichtungen
Die Gemeinde Ilvesheim ist Sitz des Regionalbüros Rhein-Neckar des Erzbistums Freiburg, zu dem die Dekanate Heidelberg-Weinheim, Mannheim, Wiesloch und Kraichgau gehören.

### Bildung
Im Ort gibt es drei Kindergärten und mit der Friedrich-Ebert-Schule eine Grundschule. Weiterführende Schulen können in Mannheim oder Ladenburg besucht werden. Die Musikschule Mannheim hat in Ilvesheim eine Außenstelle. Die Gemeinde betreibt eine öffentliche Bibliothek.
Die Schloss-Schule Ilvesheim ist ein staatliches Sonderpädagogisches Bildungs- und Beratungszentrum mit Heim im Förderschwerpunkt Sehen. Die Schloss-Schule ist die einzige derartige Einrichtung in Baden-Württemberg. Sie bietet die Bildungsgänge geistige Entwicklung, Lernen, Grundschule, Hauptschule und Realschule an.

## Persönlichkeiten

### Ehrenbürger
- Heinrich Vetter (1910–2003), Unternehmer, ihm wurde 1990 für sein kulturelles Engagement die Ehrenbürgerwürde verliehen

### Personen in Verbindung mit Ilvesheim
- Johann Kupka (1899–1942), Widerstandskämpfer gegen den NS-Staat, wurde in Ilvesheim geboren
- Walter Schmidt-Bleker (* 1950), Brigadegeneral des Heeres und Geologe, wurde in Ilvesheim geboren
- Peter Boudgoust (* 1954), Jurist und Intendant, wuchs in Ilvesheim auf
- Peter Grabinger (* 1958), Pianist, wuchs in Ilvesheim auf
- Jochen Hecht (* 1977), ehemaliger Eishockeyspieler und derzeitiger Eishockeytrainer, wohnt in Ilvesheim
- Kenan Koçak (* 1981), ehemaliger Fußballspieler und derzeitiger Fußballtrainer, wohnt in Ilvesheim
- Jana Münster (* 1998), Schauspielerin
- Sophia Münster (* 1998), Schauspielerin

### Fischernachen
Bürger, die sich überdurchschnittliche Verdienste um die Gemeinde erworben haben, werden in Ilvesheim mit dem Fischernachen ausgezeichnet. Das Bronzerelief mit dem Fischer-Symbol für das frühere Fischerdorf wird seit 1982 verliehen. Ordensstifter ist der Bund der Selbständigen/Gewerbeverein. Der BdS veranstaltet auch Jahr für Jahr die Zeremonie der Verleihung.
Der Erste, der die Auszeichnung erhielt, war der Geistliche Rat Andreas Vogel (†). Im Jahre 1983 war Mannheims ehemaliger Polizeipräsident Willi Menz der Gekürte. Es folgte 1984 der Journalist Paul Belener (†). Der Fischernachen-Träger des Jahres 1984 war Gemeinderat und Ex-SpVgg-Vorsitzender Willi Schippert. Bürgermeister i. R. Otto Trapp nahm im Jahre 1986 die Auszeichnung entgegen. 1987 hieß der auserwählte Fischernachen-Träger Karl „Pitt“ Wagner, ehemaliger Organisationschef des Insel-Cups (†). 1988 durfte der ehemalige Chorleiter Eduard Grabinger die Meriten entgegennehmen. DRK-Frau Emma Barth erhielt 1989 die Auszeichnung. Im Jahre 1990 erhielt der Ehrenbürger und Mäzen Heinrich Vetter (†) die Auszeichnung zugesprochen, sie wurde aber erst im Februar 1991 verliehen. Im März 1992 ging der Fischernachen an den Tennisclub- und Kulturkreisvorsitzenden sowie ehemaligen Gemeinderat Dr. Wolfgang Strauß. Erstmals wurde 1993 der Fischernachen während einer Sonntags-Matinee an den Gemeinderat und Germania-Vorsitzenden Franz Crönlein übergeben. Im Juli 1995 empfing der Drogist und Hobbymaler Helmuth Schaller den Fischernachen. 1998 wurde Heinz Marschall, Oberlehrer und AWo-Vorsitzender, ausgezeichnet. Im Jahr 2000 bekam Pfarrer Richard Haas die Auszeichnung, insbesondere für seine Arbeit als Hobbyfotograf und Bildberichterstatter der Gemeinde. 2003 erhielt Apotheker Dieter Münster den Fischernachen. Er war ursprünglich Initiator und Ideengeber für die Fischernachenehrung. Münster war bis 2009 Mitglied im Gemeinde- und Kreisrat und leitete bis 2006 die SpVgg 03 als 1. Vorsitzender. 2006 ging die örtliche Auszeichnung an Margarete Schieß, die langjährige erste Vorsitzende des Ilvesheimer VdK-Ortsverbandes.